# 晋绥边区
晋绥边区是中国抗日战争至第二次国共内战时期，中国共产党政权在山西省境设置的边区，包括山西省西北部和绥远省东南部广大地区。边区领导机关长期驻于兴县。今兴县蔡家崖村存有晋绥边区政府及军区司令部旧址。

## 历史
1937年冬，八路军120师进入晋西北，创立了晋西北根据地。1938年冬，八路军创立了大青山根据地。1940年2月，成立了晋西北行政公署。1943年11月，更名为了晋绥行政公署。
1949年2月11日，晋绥边区撤销，所辖的晋西区、晋西北区划归陕甘宁边区，绥蒙区建立绥远省。
民國38年（1949）2月7日至15日，晉綏行署代表、晋南行政公署代表参加在延安召开的陝甘寧邊區第三届參議會常駐委员会及陕甘宁边区政府委員會聯席會議，会议决定：为适应形势发展的需要，将陕甘宁和晋绥两边区政府合并为陕甘宁边区政府，原晋绥行政公署撤销，原屬縣分別劃歸晉西北、晉南管轄，统受陕甘宁边区政府领导。贺龙参加了联席会议，作了当前形势与任务的报告。会议确定本年基本任务是：全力支援解放大西北。2月23日陕甘宁边区政府任命赵秉彝为晋西北行署主任，秦仲方、乔钟灵为副主任。1949年6月2日晋南行署发布通令：奉边区政府令，决定将晋西北行署撤销，成立五寨中心专署，领导晋西北各专署县，中心专署受晋南行署直接领导。6月3日晋绥分局指示，晋南工委积极筹备西进南下工作，决定将工委所属三个地委和行署所属三个专署合并为晋南中心地委和中心专署，领导机构设在新绛县城，中心地委书记彭德，副书记贾启允，中心专署专员秦穆伯，副专员岳维藩。6月6日晋南专署成立，领导晋南二十九县，专署之下设五个中心县。1950年1月1日，撤销晋南行署，划归山西省人民政府管辖。